# Callionymus enneactis
Callionymus enneactis là một loài cá biển thuộc chi Callionymus trong họ Cá đàn lia. Loài này được mô tả lần đầu tiên vào năm 1879.

## Phân bố và môi trường sống
C. enneactis được tìm thấy từ vịnh Thái Lan trải dài đến quần đảo Solomon và đảo Yap ở phía đông; phía bắc đến Nhật Bản, phía nam đến tây bắc Úc.

## Mô tả
Chiều dài lớn nhất được ghi nhận ở C. delicatulus là khoảng 8 cm. Vây lưng có đốm đen lớn, viền trắng, nằm giữa gai thứ 3 và thứ 4. Có các đường vân dưới má.
Số gai ở vây lưng: 4; Số tia vây mềm ở vây lưng: 8; Số gai ở vây hậu môn: 0; Số tia vây mềm ở vây hậu môn: 7.